# Saranciîne, Lohvîțea
Saranciîne (în ucraineană Саранчине) este un sat în comuna Korsunivka din raionul Lohvîțea, regiunea Poltava, Ucraina.

## Demografie
Componența lingvistică a localității Saranciîne
     Ucraineană (94,87%)
     Rusă (5,13%)
Conform recensământului din 2001, majoritatea populației localității Saranciîne era vorbitoare de ucraineană (94,87%), existând în minoritate și vorbitori de rusă (5,13%).